# ГАЗ-61
ГАЗ-61 — перший радянський легковий всюдихід серійного виробництва.

## Історія

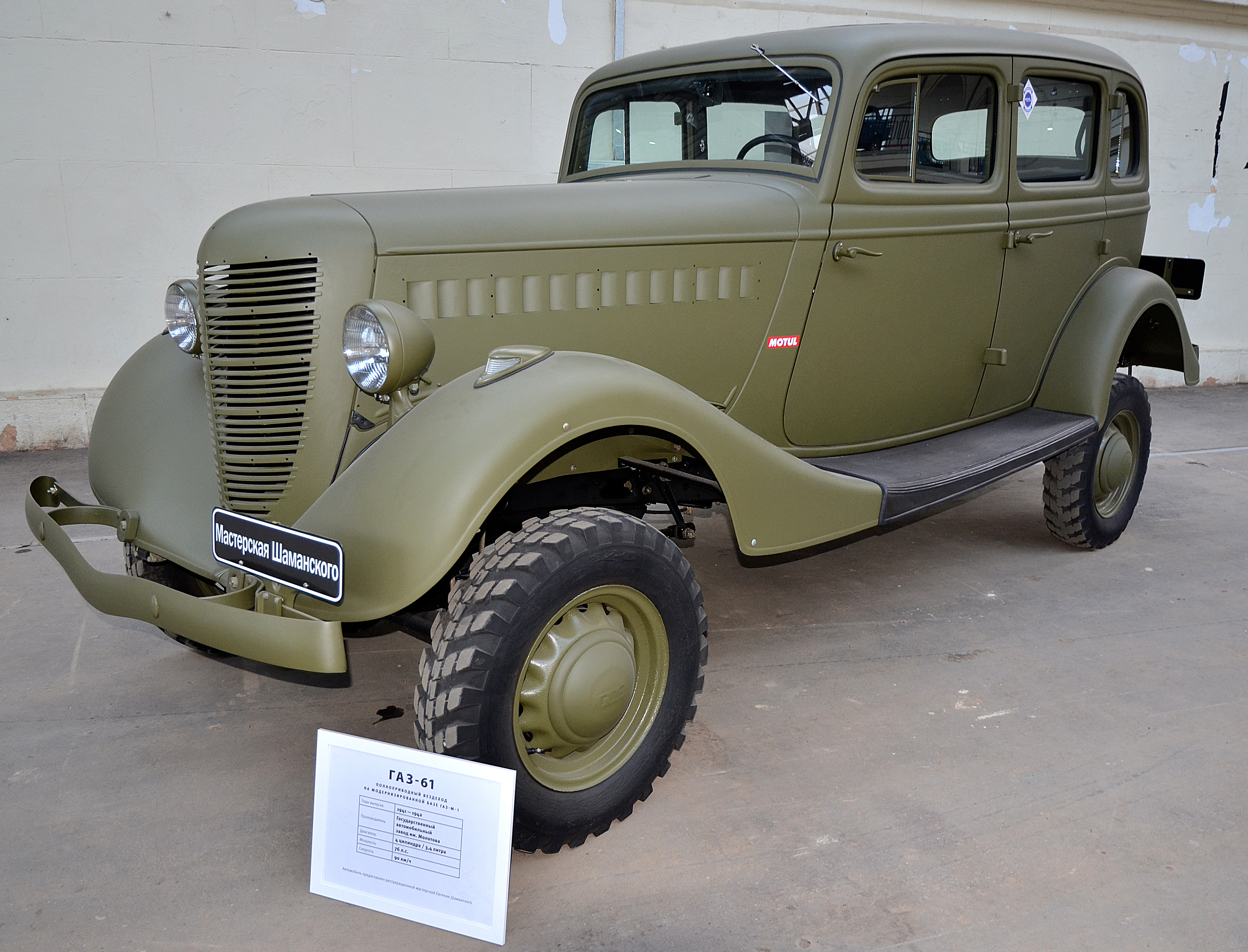
ГАЗ-61

Попередником цієї машини був ГАЗ-11-73. Проте порівняно з нею він має більш високу прохідність завдяки приводу на всі колеса.
Прототип автомобіля випробовувався в 1939–1940 роках. Він мав відкритий кузов типа фаетон. Проте більшість серійних автомобілів мала закритий кузов типу седан від авто ГАЗ-11-73.

## Модифікації
- ГАЗ-61-40 (1941) — фаетон, невеликою кількістю був виготовлений для вищого командного складу Червоної Армії, в 1942 році відкриті кузови замінені на закриті типу «М1» та «73».
- ГАЗ-61-73 (1941—1945) — седан, в 1942—1945 виготовлявся малими партіями.
- ГАЗ-61-415 (1940) — на базі ГАЗ-61 проте з простим брезентовим дахом — мав призначення для буксування протитанкової зброї.
- ГАЗ-61-417 (1941) — легкий артилерійский тягач, виготовлений малою партією.